# Asgata
Asgata es un pueblo perteneciente al distrito de Limasol, Chipre. Existe una organización llamada Asociación Asgata que se estableció en 1934 y es una de las asociaciones chipriotas más antiguas de los Estados Unidos. La asociación fue uno de los miembros fundadores de la Federación Chipre de América. La asociación se esfuerza por mantener viva la cultura helénica chipriota para los chipriotas estadounidenses y ayudar a lograr un país libre y unido.

## Superficie
Cuenta con una superficie de 19,82 kilómetros cuadrados.

## Demografía
Hasta 2021 la población era de 465 habitantes, con una densidad de población de 23,46 habitantes por kilómetro cuadrado.
| Gráfica de evolución demográfica de Asgata entre 1976 y 2021                         |
|                                                                                      |
| Datos según Population statistics of Eastern Europe & former USSR y City Population. |